# Audrey Chikani
Audrey Chikani (sinh ngày 30 tháng 8 năm 1954) là một vận động viên người Zambia. Bà đã tham gia nội dung nhảy xa nữ tại Thế vận hội Mùa hè năm 1972.